# Arbeitsgericht Worms
Das Arbeitsgericht Worms war ein hessisches Gericht der Arbeitsgerichtsbarkeit mit Sitz in Worms.

## Geschichte
Gemäß Arbeitsgerichtsgesetz vom 23. Dezember 1926 wurden in Deutschland Arbeitsgerichte gebildet. Diese waren nur in der ersten Instanz unabhängig, die Landesarbeitsgerichte waren den Landgerichten zugeordnet. Am Landgericht Darmstadt entstand so 1927 das Landesarbeitsgericht Darmstadt als Landesarbeitsgericht für den Volksstaat Hessen. In Worms entstand das Arbeitsgericht Worms. Sein Sprengel umfasste den Bezirke der Amtsgerichte Lampertheim, Pfeddersheim, Osthofen und Worms. Es bestand je eine Kammer für Arbeiter, für Angestellte und für Handwerk.
Nach der Besetzung Deutschlands durch die Alliierten wurden 1945 zunächst alle Gerichte geschlossen. Die ordentlichen Gerichte wurden schon bald wieder eröffnet, während die Arbeitsgerichte zunächst außer in Hamburg nicht wieder eingerichtet wurden, so dass arbeitsgerichtliche Streitigkeiten von den ordentlichen Gerichten erledigt werden mussten. Gemäß Kontrollratsgesetz 21 sollten in Deutschland Arbeitsgerichte aufgebaut werden. In Worms wurde ein Arbeitsgericht nicht mehr eingerichtet. 